# Ramphastos swainsonii
El tucán de pico castaño (Ramphastos swainsonii) es una especie de ave piciforme de la familia Ramphastidae, puebla las selvas existentes entre Honduras, el litoral Pacífico de Colombia, Ecuador y Venezuela.
El macho alcanza en promedio 56 cm de longitud y un peso de 750 g. La hembra, más pequeña, alcanza 52 cm y un peso de 580 g. El plumaje es predominantemente negro, con la garganta amarilla y una banda roja en el pecho. Alrededor del ojo la piel es verdosa fosforescente.
El pico es amarillo en la parte superior y delantera y rojo a castaño en la base y la parte inferior con una línea negruzca entre las dos coloraciones y tiene en promedio 17,5 cm de largo. Se alimenta principalmente de frutos, aunque también come diversos animales pequeños y huevos.